# Casa-fàbrica Moragas
La casa-fàbrica Moragas era un conjunt d'edificis situats als carrers de la Riereta i de Sant Martí del Raval de Barcelona, actualment desaparegut.

## Història

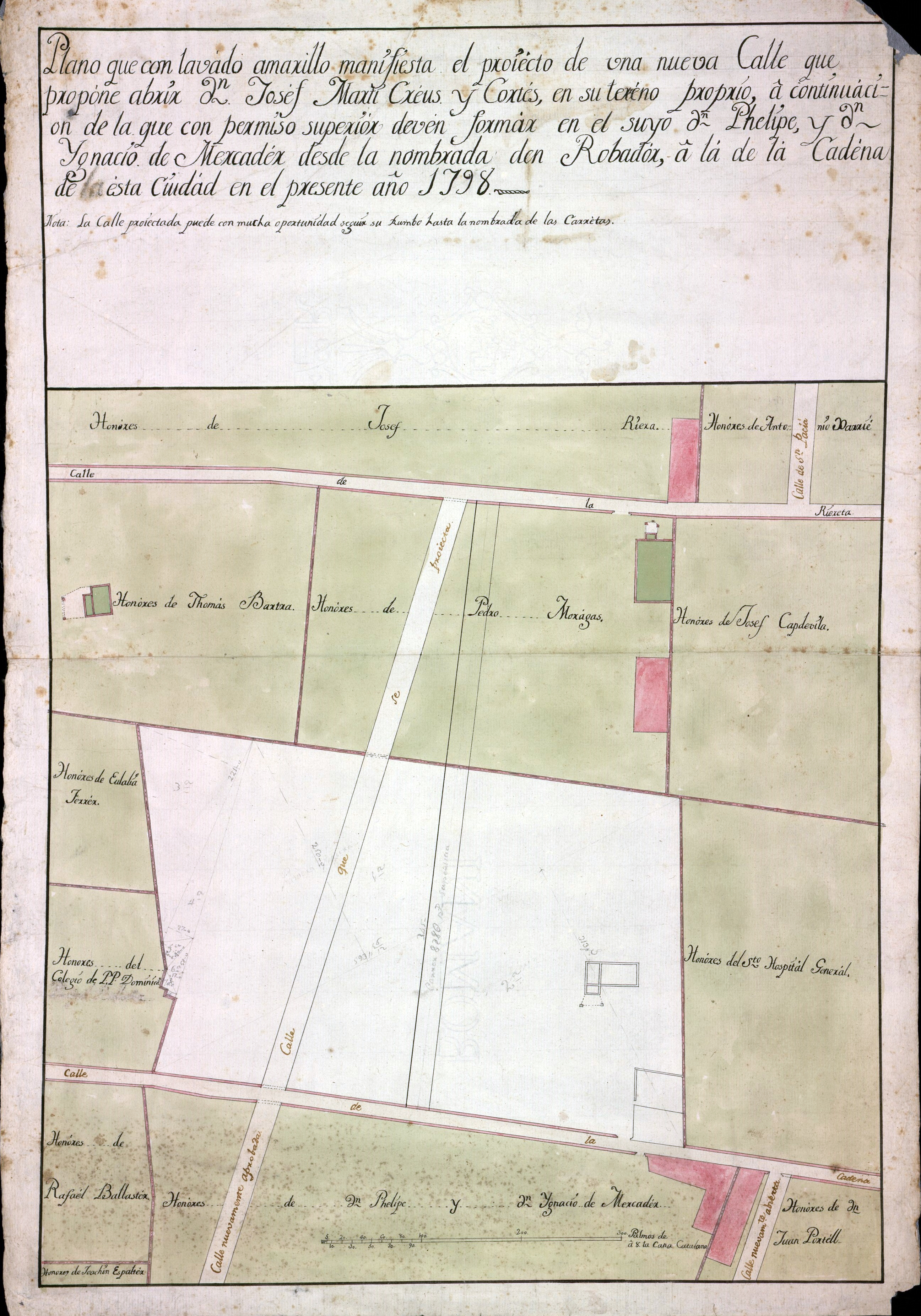
Projecte d'obertura del carrer de Sant Antoni de Pàdua (1798). S'hi pot llegir «Huerto de Pedro Moragas»

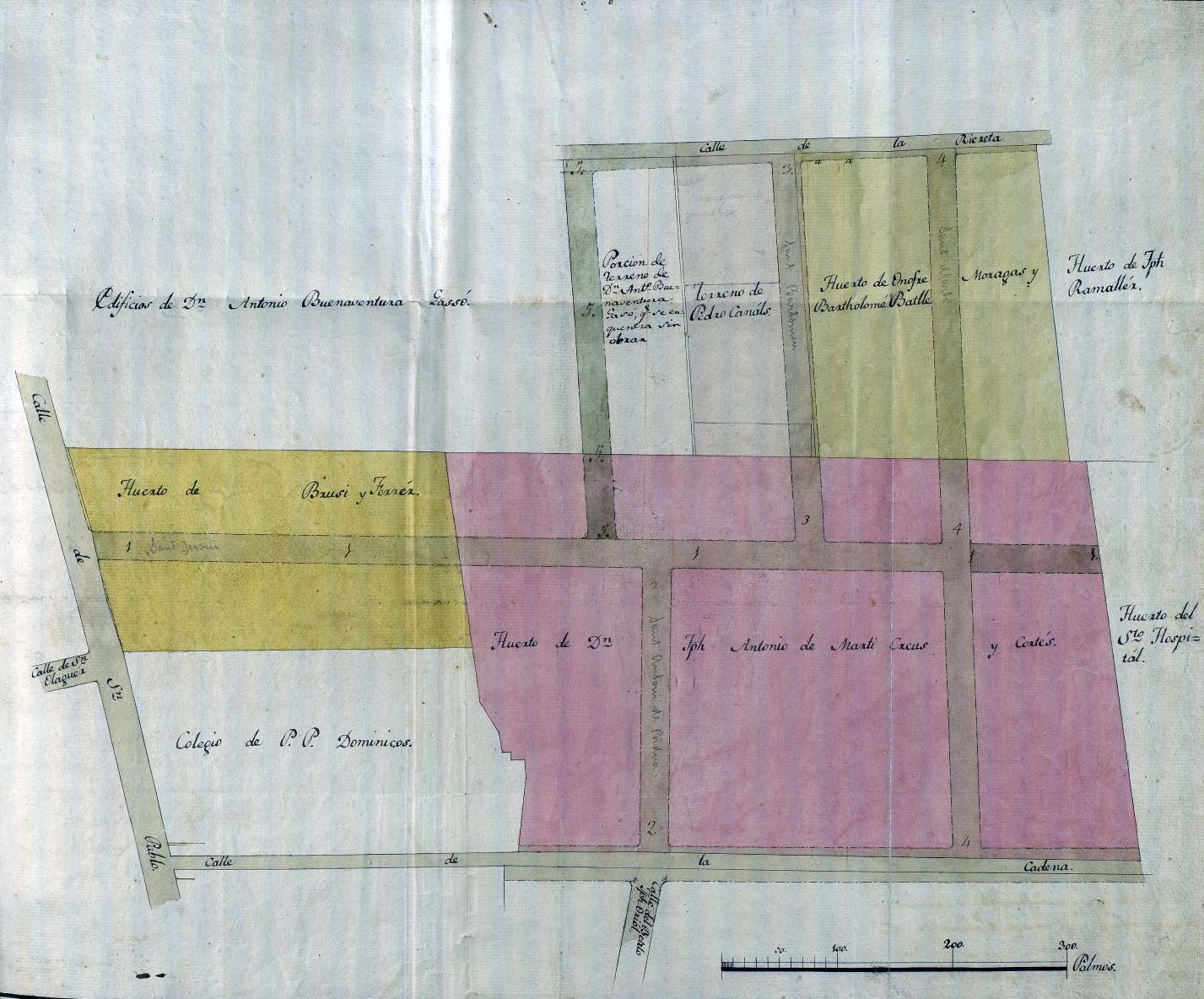
Projecte d'obertura dels carrers de Sant Jeroni, Sant Bartomeu, Sant Martí i Sant Antoni de Pàdua (1807). S'hi pot llegir «Huerto de Onofre Moragas y Bartolomé Batlle»

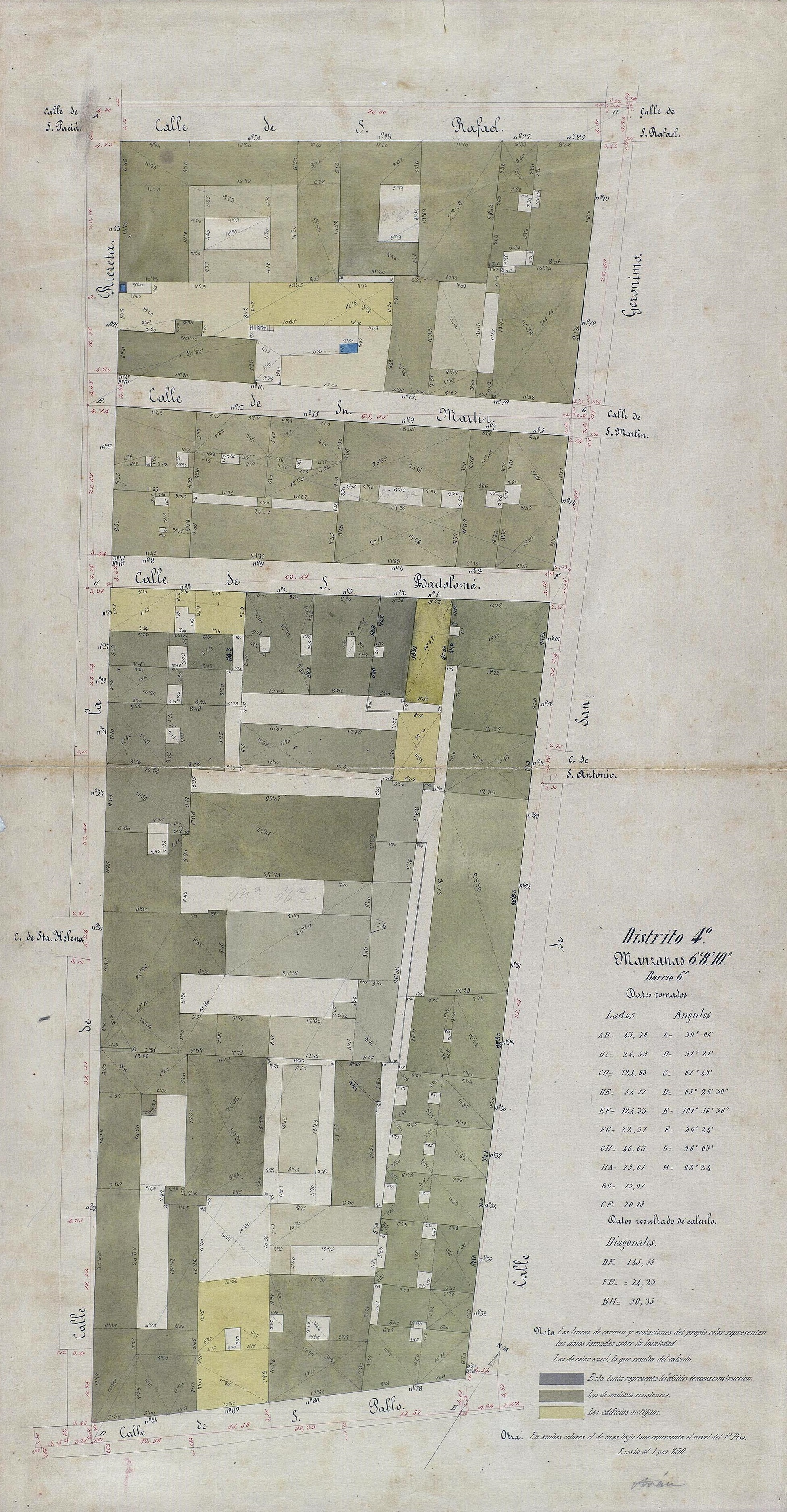
Quarteró núm. 100 de Garriga i Roca (c. 1860)

A principis del segle xix, el tintorer Onofre Moragas i Amigó i el seu sogre Bartomeu Batlle eren propietaris d'un hort al carrer de la Riereta, i aquest darrer va donar nom al nou carrer de Sant Bartomeu.
El 1839, Moragas va vendre per 384 rals un terreny de 8 x 8 pams al carrer de la Riereta als germans Batlló, Andreu Balius i Pere Terrés, on l'arquitecte municipal Josep Mas i Vila va construir un dipòsit i repartidor d'aigua per a abastir les seves fàbriques. Aquell mateix any, Moragas va casar el seu primogènit Bartomeu amb Teresa Corminola, filla d'un teixidor de lli; el segon fill Pere, mestre fideuer, amb Josepa Magrans, i la filla Esperança amb Miquel Casas i Munt, fabricant tèxtil.
Moragas havia format una societat amb el seu germà Jaume, argenter, i el seu gendre Miquel Casas, i el 1846 va demanar permís per a construir una casa-fàbrica a la cantonada dels carrers de la Riereta i de Sant Martí, segons el projecte del mestre d'obres Francesc Ubach, així com la concessió de dues plomes d'aigua de la mina de Montcada, preses des del repartidor. També hi instal·là una màquina de vapor de 6 CV. El 1847, va establir en emfiteusi a Francesc Llenas i Duran la parcel·la del carrer de Sant Martí, 12. El 1860, va demanar novament permís per a eixamplar una porta a la façana del carrer de la Riereta, segons el projecte del mestre d'obres Pau Martorell.
Onofre Moragas va morir el 7 de febrer del 1862, i la seva vídua Marianna Batlle i Manalt (†1873) va esdevenir usufructuària dels seus béns. El deute del difunt amb els seus antics socis va ser la causa d'un litigi contra la vídua i la seva neta i hereva Marianna Moragas i Corminola, que al cap d'un any es va casar amb Climent Viscarri i Sadurní (1835-1904), natural de Sant Climent de Llobregat i germà del mestre d'obres Jaume Viscarri i Sadurní (1841-1899). Això va ser motiu d'un altre litigi entre Teresa Corminola i Marianna Batlle per la negativa d'aquesta a donar casa i aliments a la parella.
Finalment, la casa-fàbrica i el repartidor, afectats pel PERI del Raval, foren enderrocats el 2008-2009.